# Gaspar Rosety Menéndez
Gaspar Rosety Menéndez (Madrid, 29 de juliol de 1958 - 6 de març de 2016) va ser un periodista espanyol.

## Biografia
Es va criar a Gijón amb el seu germà Manuel Rosety. El seu pare va morir el 1974. Va començar la seva carrera en Radio Gijón en 1975, exercint alhora com a cap d'esports del diari El Noroeste, per passar a continuació a Radio Intercontinental de Madrid el 1979. El 1982 va fitxar per Antena 3 Radio amb José María García al que va acompanyar el 1992 a la Cadena COPE. El 1997 va donar el salt en solitari a Cadena Radio Voz, on va exercir com a director d'esports i adjunt al conseller delegat.
Va compartir aquest temps amb l'exercici del periodisme d'investigació a Diario 16, i columnes a La Voz de Galicia. El 1998, va ser designat per la FIFA com a narrador oficial de la Copa Intercontinental de Tòquio. Va dur a terme col·laboracions amb el diari Marca i amb Telemadrid abans de ser nomenat director de mitjans, i el 2007 adjunt a la presidència del Reial Madrid Club de Futbol. Va ocupar el càrrec fins a juny de 2009 quan es va incorporar a la Reial Federació Espanyola de Futbol, inicialment com a director de mitjans i posteriorment com a assessor de presidència amb Ángel María Villar.
Rosety era llicenciat en periodisme per la Universitat Europea de Madrid, màster internacional en dret i gestió de l'esport per l'Institut Superior de Dret i Economia, màster en dret de l'esport pel INEFC de Lleida i el gener de 2014 va ser elegit president de l'Associació de Dret Esportiu de Madrid.
En els últims anys va ser assessor de presidència de la Real Federació Espanyola de Futbol i membre del claustre de la Facultat d'Arts i Comunicació de la Universitat Europea de Madrid, a més de columnista dels diaris La Razón i La Voz de Galicia.
Rosety va morir el 6 de març de 2016 als 57 anys, com a conseqüència d'una hemorràgia cerebral que havia sofert dies abans.